# Silver Lake (hrabstwo Essex)
Silver Lake – jednostka osadnicza w Stanach Zjednoczonych, w stanie New Jersey, w hrabstwie Essex.